# Фартушняк Анатолій Дем'янович
Анато́лій Дем'я́нович Фартушня́к (4 лютого 1946, с. Баланівка, тепер Гайсинського району Вінницької області — 22 серпня 2019, с. Ободівка, Гайсинський район, Вінницька область) — український поет і журналіст. Автор текстів популярних українських пісень 1960–70-их років «Ти прийди в синю ніч», «Незрівнянний світ краси», «Сніжинки» тощо, які звучали у виконанні Софії Ротару, Василя Зінкевича, Назарія Яремчука, ансамблю «Смерічка».

## Біографія
Навчався у Вижницькому училищі прикладного мистецтва (Чернівецька область). Свою трудову діяльність починав у редакції районної газети «Вогні комунізму» на Вінниччині літературним працівником. Згодом закінчив Одеську вищу партійну школу за фахом «журналістика». Понад чверть століття обіймав посаду власного кореспондента обласної газети Вінницька правда (нині — «Вінниччина»).
У його доробку вірші та пісні про любов до рідного краю, до праці, до людей і всього прекрасного на землі. Є автором збірок «Акорди життя» (Вінниця, 2010) та «Крила моєї долі» (Вінниця, 2018).
Помер 22 серпня 2019 року. Похований у селі Ободівка, тепер Гайсинського району Вінницької області.